# 22863 Namarkarian
22863 Namarkarian è un asteroide della fascia principale. Scoperto nel 1999, presenta un'orbita caratterizzata da un semiasse maggiore pari a 2,5797394 UA e da un'eccentricità di 0,0526647, inclinata di 2,77565° rispetto all'eclittica.